# M99 (China)
Das M99 ist ein Anti-materiel rifle des chinesischen Herstellers Zijiang.

## Technik
Das M99 ist ein direkter Gasdrucklader mit Drehkopfverschluss. Um Gewicht zu sparen, wurde eine Aluminiumlegierung gewählt. Es ist eine der ersten chinesischen Waffen, die ein Mil-Std-1913-Montagesystem nutzen.

## Versionen

### M99-I
Die M99-I ist das einzige Gewehr, das wirklich in Produktion ging. Es nutzt das Kaliber 12,7 × 108 mm.

### M99-II
Das M99-II nutzt das Kaliber 12,7 × 99 mm NATO.

### M06
Das M06 ist im Gegensatz zu den anderen Versionen eine Bullpup-Version. Es nutzt statt des Stangen- ein Trommelmagazin.

## Nutzer
- Volksrepublik China – Die Marine und Marineinfanterie der Volksrepublik China nutzen die  M99-I[1]
- Sudan – Sudan People’s Armed Forces[2]

## Kontroversen
Die M99-I wurde ebenso wie französische Scharfschützengewehre während des Syrienkriegs auf Seiten der Freien Syrischen Armee auf Fotos gesichtet. Zunächst wurden die Waffen mit dem Accuracy International AS50 verwechselt. Es stellt sich die Frage, wie die Waffe in das Kriegsgebiet kommen konnte. Es wird als wahrscheinlich angesehen, dass Katar diese Waffen geliefert hat.